# 小野義成
小野 義成（おの よしなり）は、鎌倉時代初期の武将。横山党。

## 経歴
弓を能くし、建久3年（1192年）1月の御的始では射手を務めた。間もなく、上洛したものと推定され、源頼朝没後の正治元年（1199年）2月、土御門通親襲撃を謀ったが、発覚し一条家の家人後藤基清や中原政経らと共に鎌倉に送られ、のち配流となった。これを三左衛門事件と呼ぶ。間もなく赦され、元久2年（1205年）閏7月、北条時政の失脚を九条良経に伝えている。
翌年の建永元年（1206年）9月に延暦寺の堂衆が蜂起すると院御所を警固し、子の成時と共に謀反人の八島時清を法性寺付近で討った。承元元年（1207年）1月、従五位下に昇叙され、この頃より子の成時と共に後鳥羽上皇に仕え、成時は同月に院御所で行われた笠懸の射手を務めた。義成は検非違使となり、防鴨河使を兼任したが、承元2年（1208年）閏4月3日京都で没した。